# Sinfonie KV 96 (Mozart)
Die Sinfonie C-Dur Köchelverzeichnis 96 (111b) wurde möglicherweise von Wolfgang Amadeus Mozart im Jahr 1771 in Mailand komponiert.

## Allgemeines

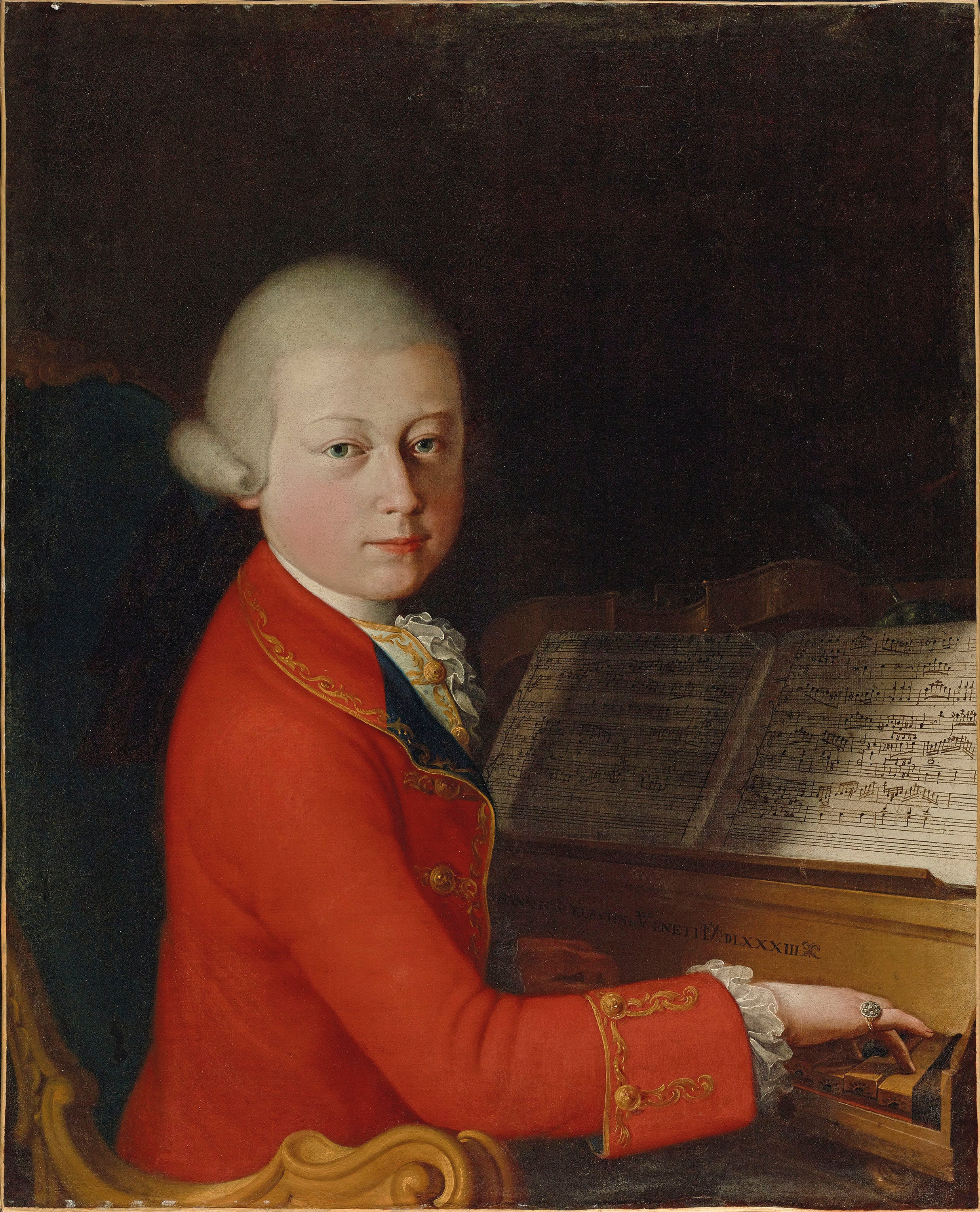
Gemälde Mozarts von Saverio dalla Rosa, Januar 1770

Alfred Einstein (1937) vermutet, dass die Sinfonie im Oktober / November 1771 in Mailand gemäß dem italienischen Typus als dreisätziges Werk entstand und dass Mozart später das Menuett nachkomponierte. Andererseits äußert Mozart in den Briefen an seine Schwester auch die Absicht, Menuette für seine in Italien komponierten Sinfonien zu schreiben.
Die Echtheit der Sinfonie ist jedoch nach wie vor unklar, da kein Autograph vorhanden ist. Dementsprechend schwanken auch die Datierungen je nach Autor teilweise erheblich: sie reichen aufgrund von Stilvergleichen oder einzelnen Parallelen zu anderen Werken von 1770 bis 1774.
Die Alte Mozart-Ausgabe (erschienen 1879–1882) führt 41 Sinfonien mit der Nummerierung von 1 bis 41. Weitere Werke wurden bis 1910 in Ergänzungsbänden veröffentlicht. Die darin enthaltenen Sinfonien sind manchmal mit den Nummern 42 bis 55 bezeichnet (KV 96 hat die Nummer 46), auch wenn es sich um frühere Werke als Mozarts letzte Sinfonie KV 551 von 1788 handelt.

## Zur Musik
Besetzung:  zwei Oboen, zwei Hörner in C, zwei Trompeten in C, Pauken, zwei Violinen, Viola, Cello, Kontrabass. In zeitgenössischen Orchestern war es zudem üblich, auch ohne gesonderte Notierung Fagott und Cembalo (sofern im Orchester vorhanden) zur Verstärkung der Bass-Stimme bzw. als Continuo einzusetzen.
Aufführungsdauer:  ca. 15 Minuten
Bei den hier benutzten Begriffen in Anlehnung an die Sonatensatzform ist zu berücksichtigen, dass dieses Schema in der ersten Hälfte des 19. Jahrhunderts entworfen wurde (siehe dort) und von daher nur mit Einschränkungen auf die Sinfonie KV 96 übertragen werden kann. Die Sätze 1, 2 und 4 entsprechen noch mehr der zweiteiligen Form, bei der der zweite Satzteil als modifizierter Durchlauf des ersten („Exposition“) angesehen wird. – Die hier vorgenommene Beschreibung und Gliederung der Sätze ist als Vorschlag zu verstehen. Je nach Standpunkt sind auch andere Abgrenzungen und Deutungen möglich.

### Erster Satz: Allegro
C-Dur, 4/4-Takt, 69 Takte
Die Audiowiedergabe wird in deinem Browser nicht unterstützt. Du kannst die Audiodatei herunterladen.
Das Allegro entspricht vom Charakter her einer Ouvertüre, was sich neben den zahlreichen Fanfaren, dem häufigen Tremolo und der Dreiklangsmelodik auch darin zeigt, dass der Satz ohne Wiederholung und ohne Durchführung abläuft. Das Hauptthema ist viertaktig und besteht aus einer Fanfare (auftaktige „rollende“ Triole und aufsteigender Dreiklang im Forte-Unisono, Motiv 1), die in eine absteigende, durch Achtel unterbrochene Piano-Bewegung (Motiv 2) übergeht. Insbesondere die Auftakt-Triole ist für den ganzen Satz prägend.
Nach der Wiederholung des Themas folgen im Tremolo aufsteigende Dreiklangsbrechungen (C-Dur, F-Dur, C-Dur) und Motiv 2 als Variante. In Takt 17 ist die Dominante G-Dur erreicht, in der nun ein Tonwiederholungsmotiv (Motiv 3) einsetzt, anfangs im Bass mit darüberliegendem Tremolo. Ab Takt 29 wechselt Mozart über G-Dur, E-Dur und a-Moll, anfangs mit Motiv 2, dann mit der Auftakttriole in Kombination mit Tremolo. Die Schlussgruppe (Takt 42 ff.) greift die Eingangsfanfare wieder auf und beendet die Exposition mit Akkordschlägen auf der Dominante G-Dur.
Der zweite Teil des Satzes (Takt 47 ff.) beginnt wie der erste mit dem Hauptthema in C-Dur, führt Motiv 2 dann aber nach F und wiederholt das Thema von D-Dur aus mit Weiterführung nach G-Dur. Durch diese Struktur entsteht beim Hören zunächst der Eindruck, als würde die Exposition wiederholt (Themenbeginn in C), bei der Fortspinnung nach F und der darauffolgenden Themenwiederholung in D wähnt man sich in einer Durchführung. Jedoch gleicht der weitere Verlauf weitgehend dem der Exposition (kleine Abweichungen betreffen bspw. das Fehlen von der Passage mit Motiv 3 im Bass).

### Zweiter Satz: Andante
c-Moll, 6/8-Takt, 43 Takte, Trompeten und Pauken schweigen
Für diesen „ernst und gemessen“ schreitenden Satz im siciliano-Stil sind die kurzfristigen Wechsel von forte und piano kennzeichnend. Vom Charakter her ist das Andante für ein Werk von ca. 1771 ungewöhnlich inhaltsschwer, „und die stilistische Diskrepanz zwischen seiner spätbarocken Intensität und der konventionellen Modernität der Sätze eins, drei und vier sind schwer erklärbar.“ Mögliche Gliederung:
Erster Teil: Takt 1–19
- Motiv 1 (Hauptthema, Takt 1–7): Im Wechsel von Piano-Vierteln und Forte-Achteln aufsteigende Melodielinie mit versetztem Einsatz der Instrumente (Takt 1–2), dann absteigend mit punktiertem Rhythmus (Takt 3–4); Thema wird wiederholt.
- Motiv 2a (Takt 7–11) mit punktiertem Rhythmus und Intervallsprung abwärts; chromatische Sequenzierung aufwärts (Basslinie: G – As – A – B), Abschluss in B-Dur;
- Motiv 2b (Takt 12–19) mit punktiertem Rhythmus und Intervallsprung aufwärts im Bass (dazu versetzt in der Viola), darüber betonter Vorhalt der Oberstimmen; dann Fortspinnung; Wechsel von Es-Dur (Tonikaparallele) und As-Dur (deren Dominante); Motiv wird wiederholt.

Zweiter Teil: Takt 20–43
- Motiv 1’ (Takt 20–26), beginnt in Es-Dur; wechselt bei Wiederholung zur Subdominante f-Moll;
- Zwischenspiel (Takt 27–31): fallende Basslinie im punktierten Rhythmus, bogenartige Antwort der Violinen und Fortspinnung;
- Motiv 2a’ (Takt 31–35): wie oben, Abschluss in G-Dur;
- Motiv 2b’ (Takt 36–43): wie oben, Wechsel zwischen c-Moll und f-Moll.

Beide Teile werden wiederholt.

### Dritter Satz: Menuetto
C-Dur, 3/4-Takt, mit Trio 51 Takte
Die Audiowiedergabe wird in deinem Browser nicht unterstützt. Du kannst die Audiodatei herunterladen.
Das Menuett im Charakter eines höfischen Tanzes basiert auf zwei zweitaktigen, zueinander kontrastierenden Motiven. Der Beginn des zweiten Teils bringt eine Crescendo-Passage mit versetztem Einsatz der Instrumente.
Die Audiowiedergabe wird in deinem Browser nicht unterstützt. Du kannst die Audiodatei herunterladen.
Für das Trio in F-Dur (ohne Trompeten und Pauken) ist der Gegensatz zwischen einer Passage für Streichterzett (ohne Viola, 2. Violine leicht gegenstimmenartig zur 1. Violine) und der Forte-Tutti-Antwort kennzeichnend.

### Vierter Satz: Molto Allegro
C-Dur, 2/4-Takt, 120 Takte
Die Audiowiedergabe wird in deinem Browser nicht unterstützt. Du kannst die Audiodatei herunterladen.
Das erste Thema basiert auf dem versetzten Wechsel von aufsteigenden Dreiklängen (C-Dur / G-Dur) und einer abgesetzten Achtelbewegung. Die Satzeröffnung ist somit analog zum Allegro; ähnliche Anfänge vom ersten und letzten Satz finden sich auch bei anderen Sinfonien dieser Zeit wie z. B. KV 112. Beide Themenhälften sind jeweils achttaktig und lassen sich nochmals in kleinere Bausteine gliedern. Ohne Überleitung schließt das zweite Thema (Takt 17–24) an, das „in weichen Linien auf- und absteigend, biegsam, wie ein auskomponiertes Auf- und Abschwellen wirkt.“
Darauf folgen zwei jeweils einmal wiederholte Motive: das erste mit Pendelbewegung, die echoartig im Piano wiederholt wird, das zweite mit Akkordschlägen und „Klingel“-Figur. Insbesondere dieses „zackige“ Motiv, aber auch das vorige sowie das erste Thema haben einen marschartigen Charakter. Die Exposition endet in Takt 48 in der Dominante G-Dur und wird wiederholt.
Die kurze „Durchführung“ (Takt 49–76) beginnt mit dem Hauptthema in G, moduliert dann aber mit einer im Tremolo absteigenden und echoartig wiederholten Tonreihe zur Tonikaparallelen a-Moll, in der auch das Pendel-Motiv auftritt (Takt 65 ff.). Die Reprise (Takt 77 ff.) entspricht weitgehend der Exposition, jedoch ist die zweite Hälfte vom ersten Thema verändert.